# The Rolling Stone Album Guide
The Rolling Stone Album Guide, wcześniej znana jako The Rolling Stone Record Guide – książka, która wraz ze swoją siostrzaną publikacją, magazynem muzycznym Rolling Stone, zawiera profesjonalne oceny muzyki popularnej. Przewodnik w wersji internetowej dostępny jest na stronie Rate Your Music.com, a lista albumów, które ocenione zostały na pięć gwiazdek znajduje się na stronie Rocklist.net.

## Pierwsza edycja
Pierwsza edycja książki nosi tytuł The Rolling Stone Record Guide, a jej głównymi autorami są Dave Marsh i John Swenson. W przewodniku znalazły się ponadto recenzje 34 innych krytyków muzycznych. Książka podzielona jest na sekcje ze względu na gatunki. Artyści są przedstawieni w odpowiednich sekcjach w kolejności alfabetycznej, z uwzględnieniem szczegółowych gatunków, jakie wykonują. Albumy również ułożone są w kolejności alfabetycznej, z wyjątkiem tych artystów, których kariera została chronologicznie podzielona i opisana według tychże okresów.
Dave Marsh w swoim wprowadzeniu chwali książkę TV Movies Leonarda Maltina oraz kolumnę z ocenami Roberta Christgaua w gazecie The Village Voice, a jako główne źródła informacji wymienia Phonolog i Schwann's Records & Tape Guide.
Edycja ta zawiera czarno-białe zdjęcia wielu okładek albumów, które zostały ocenione na pięć gwiazdek. Płytom tym książka poświęca specjalną sekcję Five-Star Records, która w sumie zajmuje pięć stron.
The Rolling Stone Record Guide zawiera również recenzje działalności wielu komików, w tym m.in.: Billa Cosby’ego, Spike’a Jonesa i Richarda Pryora. Zostali oni umieszczeni w sekcji Rock, Soul, Country and Pop, która składała się z gatunków: folk (Carter Family, Woody Guthrie, Leadbelly), bluegrass (Bill Monroe), funk (The Meters, Parliament), reggae (Toots & the Maytals, Peter Tosh), a także komedii. Wykonawcy popu tradycyjnego, z wyjątkiem Franka Sinatry i Nata Kinga Cole’a, nie zostali włączeni do sekcji.
W książce przedstawieni zostali także artyści, których trudno było w tamtych czasach przyporządkować do konkretnego gatunku (m.in.: Osibisa, Yma Sumac, Urubamba). Obecnie ich styl określa się jako world music.

### Rozdziały
Oryginalne tytuły rozdziałów:
- Introduction
- Rock, Soul, Country and Pop
- Blues
- Jazz
- Gospel
- Anthologies, Soundtracks and Original Casts
- Five-Star Records
- Glossary
- Selected Bibliography

### System oceniania
- - Niezbędny: wydawnictwo, które musi się znaleźć w każdej kolekcji.
- - Doskonały: wydawnictwo wartościowe, jednak posiadające jakiś słaby punkt.
- - Dobry: wydawnictwo średnio warte kupna, jednak może się pojawić w zbiorach fana danego gatunku.
- - Przeciętny: wydawnictwo, które jest artystycznie nieistotne, jednak nie aż tak nędzne.
- - Słaby: wydawnictwo, w którym nawet kompetencje techniczne stanowią pytanie.
- - Bezwartościowy: nagranie, które nigdy nie powinno powstać.

### Krytycy
- Dave Marsh
- John Swenson
- Billy Altman
- Bob Blumenthal
- Georgia Christgau
- Jean-Charles Costa
- Chet Flippo
- Russell Gersten
- Mikal Gilmore
- Alan E. Goodman
- Peter Herbst
- Stephen Holden
- Martha Hume
- Gary Kenton
- Bruce Malamut
- Greil Marcus
- Ira Mayer
- Joe McEwen
- David McGee
- John Milward
- Teri Morris
- John Morthland
- Paul Nelson
- Alan Niester
- Rob Patterson
- Kit Rachlis
- Wayne Robbins
- Frank Rose
- Michael Rozek
- Fred Schruers
- Tom Smucker
- Ariel Swartley
- Ken Tucker
- Charley Walters

## Druga edycja
Druga edycja książki była uzupełnieniem The Rolling Stone Record Guide z 1979 roku. Wydana została w 1983 roku i, tak jak w przypadku pierwszej edycji, jej autorami byli przede wszystkim Dave Marsh i John Swenson. Ponadto The New Rolling Stone Record Guide zawierał recenzje 52 innych krytyków. Dyskografia każdego artysty przedstawiona została w sposób chronologiczny. W wielu przypadkach uaktualnienie miało formę jednego zdania dotyczącego późniejszej twórczości wykonawcy.
Mimo iż The New Rolling Stone Record Guide była podzielona na rozdziały, wszystkie gatunki przedstawione zostały w jednej sekcji. Jedynym wyjątkiem był jazz, który nie został uwzględniony w tej edycji. Swenson poświęcił temu gatunkowi całą książkę, która w 1985 roku ukazała się jako Rolling Stone Jazz Record Guide.
The New Rolling Stone Record Guide zawierała większość artystów przedstawionych wcześniej w pierwszej edycji przewodnika, jednak część z nich nie pojawiła się w drugiej edycji, gdyż ich materiał przestał być dostępny i produkowany, a oni sami nie stworzyli niczego nowego.

### Rozdziały
Oryginalne tytuły rozdziałów:
- Introduction to the Second Edition
- Introduction to the First Edition
- Ratings
- Reviewers
- Record Label Abbreviations
- Rock, Soul, Blues, Country, Gospel and Pop
- Anthologies, Soundtracks and Original Cast
- Index to Artists in the First Edition

### System oceniania
Druga edycja zawiera ten sam system oceniania, co pierwsza. Jedyną różnicą jest to, iż The New Rolling Stone Record Guide w specjalny sposób oznaczał albumy, które nie były już produkowane.

### Krytycy
- Dave Marsh
- John Swenson
- Billy Altman
- George Arthur
- Lester Bangs
- Bob Blumenthal
- J.D. Considine
- Jean-Charles Costa
- Brian Cullman
- Dan Doyle
- Jim Farber
- Laura Fissinger
- Chet Flippo
- David Fricke
- Aaron Fuchs
- Steve Futterman
- Debbie Geller
- Russell Gersten
- Mikal Gilmore
- Alan E. Goodman
- Randall Grass
- Malu Halasa
- Peter Herbst
- Stephen Holden
- Martha Hume
- Scott Isler
- Gary Kenton
- Wayne King
- Kenn Lowy
- Bruce Malamut
- Greil Marcus
- Ira Mayer
- Joe McEwen
- David McGee
- John Milward
- Teri Morris
- John Morthland
- Paul Nelson
- Alan Niester
- Rob Patterson
- Kit Rachlis
- Ira Robbins
- Wayne Robbins
- Frank Rose
- Michael Rozek
- Fred Schruers
- Dave Schulpas
- Tom Smucker
- Ariel Swartley
- Bart Testa
- Ken Tucker
- Charley Walters

## Trzecia edycja
The Rolling Stone Album Guide wydana została w 1992 roku i znacznie różniła się od dwóch wcześniejszych edycji. Nagrania gramofonowe zostały niemal w całości zastąpione płytami CD. Trzecia edycja posiadała trzech nowych redaktorów, a liczba krytyków zmieniła się z ponad pięćdziesięciu, ilu pisało dla The New Rolling Stone Record Guide, do czterech. W książce przywrócono również oceny twórców jazzowych, których zabrakło w drugiej edycji, gdyż poświęcono im oddzielną publikację. W przeciwieństwie do wcześniejszych wydań przewodnika, The Rolling Stone Album Guide nie zawierał ocen komików.

### Rozdziały
Oryginalne tytuły rozdziałów:
- Introduction
- Ratings
- Contributors
- The Rolling Stone Album Guide
- Anthologies
- Soundtracks
- Acknowledgments

### System oceniania
Podobnie jak w Rolling Stone Album Guide, w trzeciej edycji występował pięciogwiazdkowy system oceniania. Zmieniły się jednak definicje poszczególnych ocen, a także zaczęto stosować połowę gwiazdki (np. ).
- - Klasyk: albumy, które są niezbędne w kolekcji fana danego artysty lub gatunku, który wykonuje.
- - Doskonały: jedne z najlepszych albumów w dorobku danego artysty. Płyty tak ocenione, podobnie jak te z pięcioma gwiazdkami, mogą być dobrym wprowadzeniem dla ciekawych twórczości wykonawcy.
- - Przeciętny do dobrego: albumy skierowane głównie do wiernych fanów danego artysty.
- - Znośny do słabego: albumy znacznie spadające poniżej standardów ustanowionych wcześniej przez danego artystę.
- - Fatalny: albumy, które są marnotrawstwem sił witalnych.

### Krytycy
- Mark Coleman
- J.D. Considine
- Paul Evans
- David McGee

### Pominięci artyści
Część artystów, która została opisana we wcześniejszych wersjach przewodnika, jednak pominięta w The Rolling Stone Album Guide:
- Hawkwind
- Magma
- Oingo Boingo
- Olivia Newton-John
- Scorpions
- Steeleye Span
- Van der Graaf Generator

## Czwarta edycja
Czwarta edycja przewodnika wydana została w 2004 roku i składała się z ocen około siedemdziesięciu krytyków.

### Pominięci artyści
Część artystów, która została opisana we wcześniejszych wersjach przewodnika, jednak pominięta w The Rolling Stone Album Guide:
- Joan Armatrading
- Louis Armstrong
- Captain Beefheart and His Magic Band
- Nat King Cole
- Crowded House
- Deep Purple
- Duke Ellington
- Ella Fitzgerald
- George Harrison
- Incredible String Band
- Robert Johnson
- Wynton Marsalis
- Metallica
- Nine Inch Nails
- The Alan Parsons Project
- Soft Machine
- Tears for Fears
- Toto
- Culture